# Parasesarma calypso
Parasesarma calypso is een krabbensoort uit de familie van de Sesarmidae. De wetenschappelijke naam van de soort is voor het eerst geldig gepubliceerd in 1895 door De Man.